# Rheinardia
Rheinardia is een geslacht van vogels uit de familie fazantachtigen (Phasianidae).

## Soorten
Het geslacht kent de volgende soorten:
- Rheinardia nigrescens  – Maleise gekuifde argusfazant
- Rheinardia ocellata  – Vietnamese gekuifde argusfazant